# Lijst van presidenten van Botswana
Dit is een lijst van presidenten van Botswana.

## Presidenten van Botswana (1966-heden)
| Nr. | President | President                      | Ambtstermijn      | Ambtstermijn    | Partij |
| --- | --------- | ------------------------------ | ----------------- | --------------- | ------ |
| 1   |           | Seretse Khama (1921-1980)      | 30 september 1966 | 13 juli 1980    | BDP    |
| 2   |           | Quett Masire (1925-2017)       | 13 juli 1980      | 31 maart 1998   | BDP    |
| 3   |           | Festus Gontebanye Mogae (1939) | 1 april 1998      | 1 april 2008    | BDP    |
| 4   |           | Ian Khama (1953)               | 1 april 2008      | 1 april 2018    | BDP    |
| 5   |           | Mokgweetsi Masisi (1961)       | 1 april 2018      | 1 november 2024 | BDP    |
| 6   |           | Duma Boko (1969)               | 1 november 2024   | heden           | BNF    |